# Resident Evil 3 (videogioco 2020)
Resident Evil 3, conosciuto in Giappone con il titolo di Biohazard RE:3 (バイオハザード RE:3?, Baiohazādo RE:3), è un videogioco survival horror del 2020, sviluppato e pubblicato dalla casa di sviluppo giapponese Capcom per Microsoft Windows, PlayStation 4, Xbox One. È il remake del videogioco Resident Evil 3: Nemesis pubblicato nel 1999 per PlayStation e sequel del videogioco Resident Evil 2 pubblicato nel 2019.
Il gioco segue le vicende di Jill Valentine e del mercenario Carlos Oliveira mentre, perseguitati dalla bioarma Nemesis, cercano di sopravvivere all'apocalisse zombi e di fuggire da Raccoon City.

## Trama
28 settembre 1998, due mesi dopo gli eventi della villa Spencer sulle montagne Arklay ed un giorno prima a quelli del secondo capitolo, Raccoon City è preda di una terribile epidemia causata dalla fuoriuscita del Virus T. Milioni di civili finiscono contagiati e trasformati in zombi che azzannando ed infettando altre vittime innocenti, finiscono per propagare l'infezione in tutta la città a perdita d'occhio. Jill Valentine, ex agente della S.T.A.R.S. e testimone degli eventi del primo capitolo, sa che tutto ciò è opera dell'Umbrella: potente industria farmaceutica che produce in segreto armi biologiche, ma nonostante ciò nessun cittadino e superiore ha creduto agli avvertimenti della protagonista, né dei suoi compagni sopravvissuti (Chris, Barry, Rebecca e Brad) riguardo l'industria, permettendo così che l'avida azienda possa continuare le sue illegali ricerche indisturbati, e costringendo i protagonisti a mettersi in proprio per smascherare l'Umbrella: Chris decide di dirigersi al QG dell'Umbrella in Europa, mentre Jill e Brad rimangono in città per cercare di mettere in salvo i superstiti della catastrofe. Jill, nel suo appartamento, riceve una telefonata da Brad che gli ordina di andarsene subito via da lì, ma appena Jill chiede spiegazioni improvvisamente irrompe nella stanza un mostruoso energumeno in impermeabile nero che cerca di uccidere la giovane agente. Scampata per miracolo dal suo aggressore, Jill si ricongiunge con Brad, che la informa che quel mostro è stato creato dall'Umbrella col nome in codice NEMESIS, ed è programmato per eliminare i membri S.T.A.R.S, in modo da togliere di mezzo ogni scomodo testimone sulle loro attività. Jill e Brad vengono però assaliti da un gruppo di zombi e Brad, ferito mortalmente da uno di essi, decide di sacrificarsi per far andare avanti la sua partner. Con rammarico, Jill prosegue la sua fuga fino a raggiungere il tetto di un parcheggio multi piano, dove ad attenderla c'è un elicottero per la fuga. Ma l'elicottero viene improvvisamente distrutto da Nemesis. Jill, ormai sul punto di essere finita, viene salvata da un giovane soldato che mette KO il mostro con un colpo di lanciarazzi. Il giovane si presenta con il nome di Carlos Oliveira: membro dell'unità U.B.C.S., incaricato, insieme al suo superiore Mikhail Viktor, di portare in salvo un gruppo di civili su un treno della metropolitana. Jill, pur nutrendo molti sospetti su Carlos e Mikhail perché affiliati all'Umbrella, decide comunque di collaborare con loro per salvare i civili, cercando di riattivare la corrente della metro ed impostare il percorso dei binari per il loro treno. Nel farlo Jill incontra un altro membro dell'U.B.C.S. Nikolai Ginovaef, che spara ad un suo commilitone gravemente ferito credendolo infetto, quando in realtà non lo era e critica Jill (che voleva soccorrerlo) per il suo troppo altruismo. Riattivata la corrente e impostato il percorso, Jill viene però ostacolata da Nemesis. Per non mettere in pericolo i civili, Jill decide di attirare il mostro lontano da loro, facendosi inseguire verso il tetto di un cantiere dove ingaggia uno scontro con la creatura, riuscendo ad avere la meglio. Jill ritorna alla metro, ed insieme a Mikhail e Nikolai parte col treno per portare in salvo i civili, mentre Carlos, insieme al suo commilitone Tyrell, riceve l'incarico di dirigersi all'R.P.D. (luogo chiave di Resident Evil 2) per localizzare il dr. Nathaniel Bard: uno scienziato dell'Umbrella che si dice abbia lavorato sulla realizzazione di un possibile vaccino che può curare le infezioni del virus T e poter salvare così la città. 
29 settembre 1998. Durante il viaggio in treno però Nemesis, ancora vivo, rientra in scena ed uccide tutti i civili. Nikolai se la svigna in un'altra carrozza, tradendo Jill e Mikhail e lasciandoli così in balia del mostro. Mikhail si sacrifica facendosi esplodere con una bomba tramortendo Nemesis, ma facendo però deragliare il vagone su cui lui e Jill erano a bordo. Nel frattempo Carlos, appena appreso della posizione del Dr. Bard e del presunto vaccino all'ospedale della città, viene contattato da Jill, sopravvissuta al deragliamento, che racconta i fatti accaduti sul treno. Mentre Carlos raggiunge Jill, Ella si ritrova a scontrarsi di nuovo con Nemesis, che ha subito una mutazione diventando una specie di gigantesco quadrupede ancora più aggressivo. Nello scontro Jill viene infettata dal mostro con del virus T, e dopo averlo abbattuto perde i sensi, venendo subito dopo soccorsa da Carlos che la porta all'ospedale della città per guarirla. Esplorando l'ospedale, Carlos raggiunge l'ufficio del dr. Bard, dove purtroppo trova lo scienziato assassinato. Guardano una registrazione sul suo PC, scopre che il dottore ha realizzato davvero il vaccino che annulla gli effetti del Virus T, ma che purtroppo i piani alti dell'Umbrella hanno immediatamente deciso la sua eliminazione pur di insabbiare ogni prova del loro coinvolgimento sul disastro in città. Carlos, amareggiato per le azioni dell'Umbrella, trova un campione del vaccino e lo usa per curare Jill. 
Dopo un lungo periodo di coma, Jill si risveglia nella notte del 1 ottobre, e scopre la notizia che il governo statunitense ha deciso di lanciare una testata nucleare sulla città alle prime luci dell'alba, per poter così impedire la diffusione del Virus T fuori città. Tuttavia Tyrell ha convinto il governo ad annullare il lancio, se gli porteranno come prova un campione del vaccino, e poterlo così convincere che la città può ancora salvarsi, ma deve essere portato entro l'ora prestabilita del lancio, altrimenti il negoziato verrà annullato ed il missile verrà lanciato. Jill e Tyrell affrettano il passo e si dirigono nel laboratorio segreto nei sotterranei dell'ospedale, costruito dal dr. Bard per creare delle contromisure contro le pericolosità delle armi biologiche, ed intanto Carlos si è già diretto lì. Tuttavia Jill verrà intralciata sia da Nemesis, che uccide Tyrell, che da Nikolai, che non ha intenzione di lasciare fuggire la giovane agente, né di salvare la città, poiché i suoi misteriosi superiori gli hanno promesso un'enorme somma di denaro, se avesse compiuto determinati compiti, tra cui testare persino la forza del mostro facendo uccidere la protagonista. Jill, riesce comunque a mettere le mani sul campione del vaccino, ma durante uno scontro col Nemesis, le viene sottratto da Nikolai che fugge via, lasciando la protagonista a combattere col mostro. Con l'aiuto di Carlos, Jill sconfigge Nemesis facendolo immergere in una vasca piena di acido. Ma ciò permette al mostro di mutare ulteriormente, diventando di dimensioni ancora più immense ed inumane. Mentre Carlos insegue Nikolai, Jill affronta ancora Nemesis, ed usando un cannone elettrico (Spada di Paracelso), finisce una volta per tutte il mostro riducendolo in poltiglia. Proseguendo Jill, si trova faccia a faccia con Nikolai che spara al vaccino distruggendolo, mandando all'aria ogni speranza di impedire il lancio del missile e salvare la città. Dopo un breve scontro, Jill e Carlos, messo inizialmente KO da Nikolai, mettono finalmente al tappeto l'avido mercenario. Nikolai propone a Jill e Carlos di portarlo via con loro ed in cambio avrebbe dato più informazioni sulla sua misteriosa organizzazione, ma Jill decide di non farsi più ingannare, preferendo scoprire la verità da sola, poi salendo su un elicottero assieme a Carlos, lasciano il mercenario al suo destino. Appena decollati e lasciata la città, il sole sorge ed il missile viene lanciato, radendo Raccoon City completamente al suolo. Jill, determinata più che mai, giura che l'Umbrella prima o poi risponderà dei suoi crimini.

## Doppiaggio
- Jill Valentine - Doppiata in italiano da Debora Magnaghi e in lingua originale da Nicole Tompkins;
- Carlos Oliveira - Doppiato in italiano da Matteo Brusamonti e in lingua originale da Jeff Schine;
- Nicholai Ginovaef - Doppiato in italiano da Luca Ghignone e in lingua originale da Neil Newbon;
- Mikhail Victor - Doppiato in italiano da Marco Balzarotti e in lingua originale da William Hope;
- Tyrell Patrick - Doppiato in italiano da Valerio Amoruso e in lingua originale da Sterling Suliman;
- Nathaniel Bard - Doppiato in italiano da Mario Scarabelli e in lingua originale da William Hope;
- Brad Vickers - Doppiato in italiano da Marco Benedetti e in lingua originale da Darren O'hare;
- Dario Rosso - Doppiato in italiano da Alessandro Zurla e in lingua originale da Rick Zieff;
- Marvin Branagh - Doppiato in italiano da Mattia Bressan e in lingua originale da Christopher Mychael Watson;
- Robert Kendo - Doppiato in italiano da Gianluca Iacono e in lingua originale da Ken Lally;
- Murphy Seeker - Doppiato in italiano da Paolo Calabrese e in lingua originale da Todd Haberkorn.

## Modalità di gioco
Resident Evil 3 è un videogioco survival horror che si gioca da una prospettiva in terza persona sopra le spalle. Sebbene il giocatore controlli la protagonista di Resident Evil Jill Valentine per la maggior parte del gioco, alcune sezioni richiedono al giocatore di controllare un personaggio di supporto, Carlos Oliveira, per brevi periodi. I due personaggi hanno differenze nel loro armamentario: le armi che ha Jill non sono le stesse armi che ha Carlos. Il giocatore deve esplorare l'ambiente per aprire le porte, salire le scale e raccogliere oggetti. Quando un articolo viene raccolto, viene immagazzinato in un inventario a cui è possibile accedere in qualsiasi momento. Gli oggetti nell'inventario possono essere utilizzati, esaminati e combinati per risolvere enigmi e ottenere l'accesso ad aree precedentemente inaccessibili. L'inventario ha una capienza limitata, e il giocatore avrà la possibilità di espanderlo trovando alcuni borselli opzionali sparsi lungo l'avventura. Tutti gli oggetti possono essere depositate nelle "casse oggetti" in modo tale da liberare momentaneamente lo spazio nell'inventario. Gli oggetti depositati possono poi essere recuperati dal giocatore ogni volta che lo desidera, perché le varie casse sparse lungo tutto il gioco sono comunicanti. Il giocatore può anche raccogliere mappe per rivelare sezioni inesplorate nella mappa automatica del gioco, che mostra la posizione attuale del giocatore e indica se un'area ha ancora oggetti da raccogliere. Cutscene con occasionali eventi rapidi sono presenti a intervalli regolari per far avanzare la storia.
Nel corso del gioco, Jill e Carlos incontrano varie tipologie di nemici, tra cui zombi umani, cani e altre armi biologiche. Per gran parte del gioco, Jill sarà inseguita dall'arma biologica Nemesis, per cui la protagonista sarà costretta a fuggire per evitare di subire danni. Occasionalmente sarà necessario affrontare Nemesis attraverso bossfight distribuite lungo tutto il gioco. A supporto di una modalità di gioco più frenetica rispetto a quella del suo predecessore, in questo capitolo viene introdotta la possibilità di schivare i colpi dei nemici. Tramite la pressione di un tasto Jill eseguirà la schivata, ma se il tasto viene premuto nel momento giusto Jill eseguirà la "schivata perfetta", che consentirà al giocatore di rallentare il tempo e di puntare la propria arma automaticamente contro il punto debole del nemico. A Carlos, invece, viene data la possibilità di eseguire un contrattacco.
Una volta conclusa almeno una volta l'avventura viene data la possibilità al giocatore di accedere a un negozio interno del gioco. Vincendo varie Sfide (consultabili nell'omonimo menù) è possibile accumulare punti da spendere in questo negozio. Il negozio vende parecchi oggetti utili da usare nel corso delle avventure successive, come armi infinite, borselli extra o monete che aumentano la salute. Concludendo il gioco alla difficoltà Estrema (la massima affrontabile alla prima partita) viene sbloccata la modalità Incubo. Qui i nemici sono più veloci, più resistenti, più aggressivi e sono distribuiti in maniera diversa. Concludendo la partita a modalità Incubo viene sbloccata la modalità Inferno, che ha la stessa disposizione dei nemici della difficoltà precedente, ma sono ancora più veloci e aggressivi. Inoltre, in questa difficoltà, è disattivato il salvataggio automatico. 
Alla fine di ogni partita al giocatore viene assegnato un grado: C, B, A o S (dal minore al maggiore). Il grado ottenuto dipende dal tempo impiegato e dal numero di salvataggi manuali effettuati. L'uso di oggetti extra comprati dal negozio interno del gioco non influisce in alcun modo sul grado ottenuto.

## Sviluppo
Il motore grafico del gioco è il RE Engine, lo stesso precedentemente usato per Resident Evil 7 e Resident Evil 2.

## Accoglienza
Il gioco ha ricevuto recensioni positive, lodando la grafica, presentazione e il gameplay, ma criticando la longevità della storia e il ritmo, il quale è più frenetico rispetto al gioco originale. Oltre il remake c'è anche la modalità multiplayer, Resident Evil: Resistance.
Elogi sono stati espressi dal sito SomosXbox: "Resident Evil 3 torna alle radici di Resident Evil 3: Nemesis. Capcom si lascia alle spalle il survival horror e crea invece un mix sia di azione che di orrore. Ma non fraintendetemi, perché funziona. Jill e Carlos sono impeccabili, i nemici sono folli e Nemesis è ancora una volta la star di Resident Evil 3. Da giocare".  Secondo TheXboxHub il Tyrant Nemesis riesce a spiccare su tutti: "Avere un Tyrant che ti perseguita è la nuova norma per i Resident Evil, ma il più spaventoso di tutti sarà sempre Nemesis". Secondo IGN Italia il remake di Resident Evil 3 potrebbe far storcere il naso agli appassionati del gioco originale: "Nell'atto di ripensare Resident Evil 3, Capcom ha deciso di dar meno spazio ad alcuni elementi, come gli enigmi, che in quest'opera sono ridotti all'osso e non arrivano mai ad offrire una versa sfida intellettuale al giocatore. Di fatto, chi cerca in questo ritorno una prova non solo per i nervi, ma anche per i neuroni, rimarrà deluso: i puzzle sono assenti e gli indizi da raccogliere sono di facile soluzione, tanto da prendere più i connotati di collezionabili che non veri e propri rompicapi. Questo aspetto, unito ad una calibrazione della difficoltà al ribasso, allontanano Resident Evil 3 dalle sue origini, e lo rendono più in linea con l'idea contemporanea di rendere i giochi approcciabili senza essere mai essere frustranti". Il sito ha però espresso una recensione positiva nei confronti del gioco assegnandogli 8.5/10 e affermando che "Il remake di Resident Evil 3 è infatti visivamente delizioso. Macabro, certo, ma delizioso. Una Jill Valentine più bella ed espressiva che mai cerca la sua via di fuga in una Raccoon City inondata di dettagli, il tutto mentre molti degli schemi di gioco dell'opera originale lasciano spazio ad un'interpretazione più in linea con il modo attuale di concepire i videogiochi".
| Aggregatore | PS4    | Xbox One | PC     |
| ----------- | ------ | -------- | ------ |
| Metacritic  | 79/100 | 84/100   | 77/100 |

### Vendite
In data 19 maggio 2022 Capcom comunica che il gioco è a quota 5,2 milioni di unità vendute e che ha venduto altre 300 000 unità nel periodo di tre mesi conclusosi a marzo 2022.